# Caracol (kommun i Brasilien, Piauí)
Caracol är en kommun i Brasilien.   Den ligger i delstaten Piauí, i den östra delen av landet, 900 km nordost om huvudstaden Brasília. Antalet invånare är 10 212.
Omgivningarna runt Caracol är huvudsakligen savann. Runt Caracol är det glesbefolkat, med 17 invånare per kvadratkilometer.